# Belle Air
Belle Air — частная low-cost авиакомпания, основанная в 2005 году, главный офис которой располагался в Тиране, Албания. Belle Air совершала регулярные рейсы в Италию, Германию, Швейцарию, Великобританию, Грецию, Бельгию и Косово из Тиранского международного аэропорта Nënë Tereza. Кроме того, компания обслуживала несколько чартерных направлений в Египет и Турцию.
24 ноября 2013 года компания прекратила деятельность по экономическим соображениям: арендованные ею самолёты были возвращены владельцам.
Её сестринским предприятием была компания Belle Air Europe, основанная в 2009 году со штабом в итальянской Анконе и закрывшаяся спустя два дня после Belle AIr.

## Флот
| Тип самолёта | Количество     | Вместимость |
| ------------ | -------------- | ----------- |
| Airbus A319  | 2              | 144         |
| Airbus A320  | 3(+1 заказано) | 180         |
| ATR 72-500   | 2              | 68          |
| Всего        | 7              |             |

## Фотографии

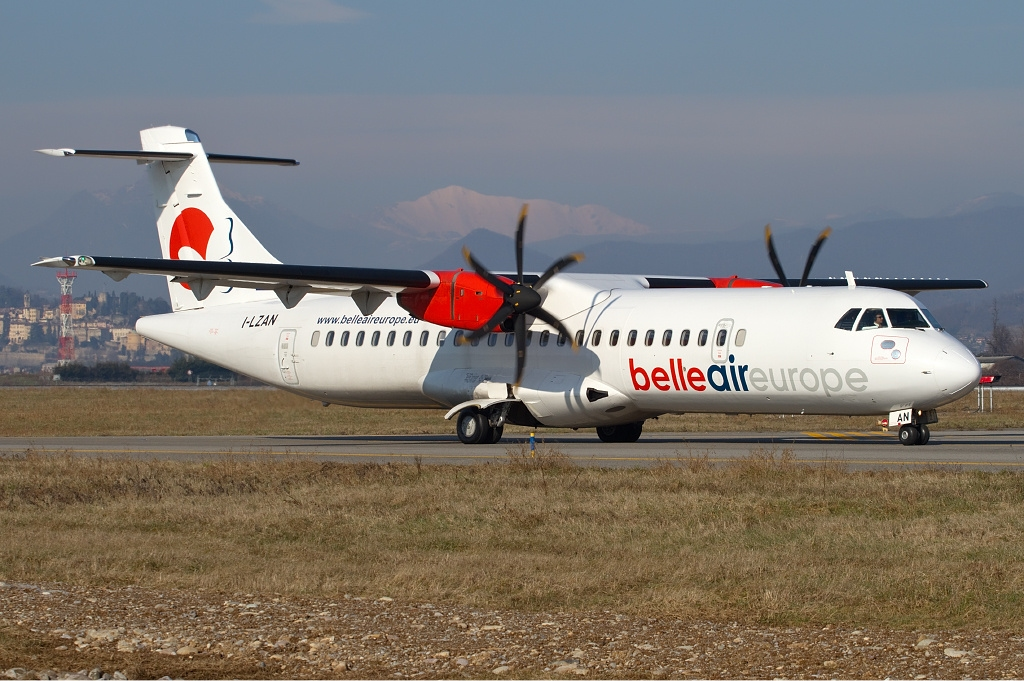
ATR-72 в 2011 году
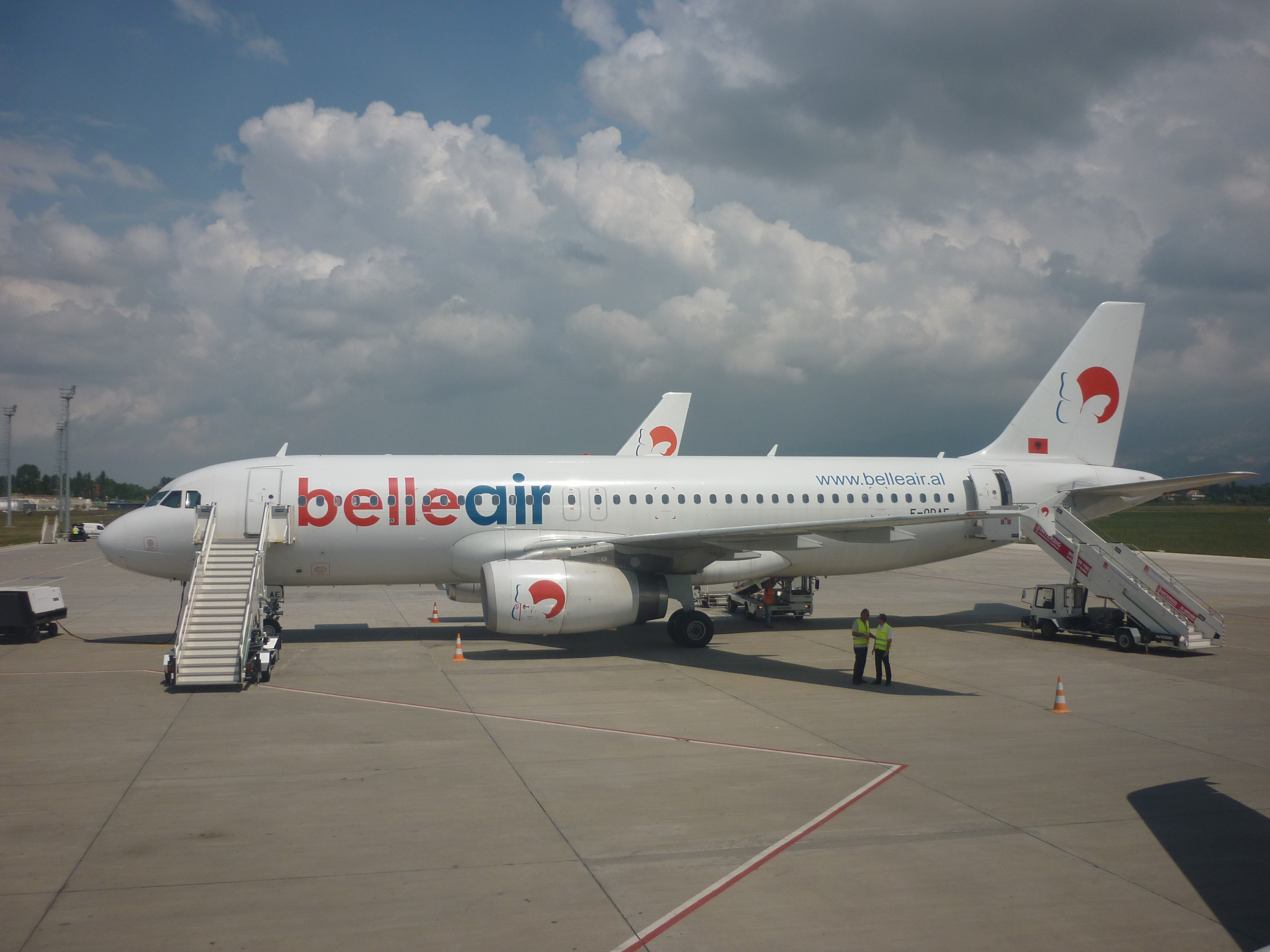
Airbus A320 в международном аэропорту Тираны